# Pinus palustris
Il pino palustre (Pinus palustris) è una specie di pino facente parte della famiglia dei Pinaceae.
È originaria degli Stati Uniti d'America sud-orientali, precisamente lungo la pianura costiera che va dal Texas orientale al sud-est della Virginia che si estende a nord e al centro della Florida.